# اسپرینگفیلد غربی (ویرجینیا)
اسپرینگفیلد غربی، ویرجینیا (به انگلیسی: West Springfield) یک منطقه سرشماری‌شده در ویرجینیا است که در شهرستان فرفکس، ویرجینیا واقع شده‌است.

## خصوصیات
اسپرینگفیلد غربی ۱۷٫۷ کیلومترمربع مساحت و ۲۲٬۴۶۰ نفر جمعیت دارد و ۸۳ متر بالاتر از سطح دریا واقع شده‌است.